# Berliner Fußballclub Dynamo 1999-2000
Questa voce raccoglie le informazioni riguardanti il Berliner Fußballclub Dynamo nelle competizioni ufficiali della stagione 1999-2000.

## Stagione
Nella stagione 1999-2000 la Dinamo Berlino, allenato da Klaus Goldbach e Jürgen Bogs, concluse il campionato di Regionalliga nordest al 17º posto e fu retrocesso in Oberliga. In Coppa di Germania la Dinamo Berlino fu eliminato al secondo turno dall'Arminia Bielefeld.

## Rosa
| N. |                                 | Ruolo | Calciatore       |
| -- | ------------------------------- | ----- | ---------------- |
| 1  | Germania (bandiera)             | P     | Daniel Bartel    |
| 2  | Polonia (bandiera)              | D     | Robert Majchrzak |
| 3  | Germania (bandiera)             | D     | Jörn Lenz        |
| 4  | Germania (bandiera)             | D     | Mario Maek       |
| 6  | Germania (bandiera)             | C     | Mario Kallnik    |
| 7  | Germania (bandiera)             | C     | Dirk Rehbein     |
| 8  | Italia (bandiera)               | C     | Martino Gatti    |
| 10 | Germania (bandiera)             | A     | Thorsten Boer    |
| 11 | Bosnia ed Erzegovina (bandiera) | A     | Leo Marić        |
| 13 | Germania (bandiera)             | D     | Jens Reckmann    |
| 14 | Germania (bandiera)             | C     | Torsten Petzold  |
| 15 | Germania (bandiera)             | C     | Karsten Schmidt  |
| 16 | Germania (bandiera)             | C     | Thomas Dahlke    |
| 18 | Germania (bandiera)             | D     | Daniel Jonelat   |
| 20 | Germania (bandiera)             | A     | Marcel Salomo    |

| N. |                      | Ruolo | Calciatore          |
| -- | -------------------- | ----- | ------------------- |
| 21 | Germania (bandiera)  | A     | Marcel Riediger     |
| 22 | Germania (bandiera)  | D     | Maximilian Wolchow  |
| 23 | Germania (bandiera)  | A     | André Schmeißer     |
| 24 | Turchia (bandiera)   | D     | Tolga Günes         |
| 12 | Germania (bandiera)  | P     | Nico Thomaschewski  |
| 28 | Ungheria (bandiera)  | D     | Peter Biro          |
| 19 | Germania (bandiera)  | D     | Falk Jarling        |
| 25 | Germania (bandiera)  | D     | Philipp Wanski      |
| 26 | Rep. Ceca (bandiera) | C     | Milan Duhan         |
| 30 | Bulgaria (bandiera)  | C     | Atanas Georgiev     |
| 27 | Croazia (bandiera)   | C     | Matthias Predojević |
| 17 | Polonia (bandiera)   | C     | Marek Seruga        |
| 5  | Russia (bandiera)    | A     | Denis Koslov        |
| 29 | Germania (bandiera)  | A     | Lars Leps           |
| 9  | Germania (bandiera)  | A     | Norman Struck       |

## Organigramma societario
Area tecnica
- Allenatore: Jürgen Bogs
- Allenatore in seconda:
- Preparatore dei portieri:
- Preparatori atletici:
- Analisi video:

## Calciomercato

### Sessione estiva
| Acquisti | Acquisti           | Acquisti        | Acquisti |
| R.       | Nome               | da              | Modalità |
| -------- | ------------------ | --------------- | -------- |
| A        | Denis Koslov       | Rot-Weiß Erfurt |          |
| A        | Thorsten Boer      | Union Berlino   |          |
| C        | Milan Duhan        | Karviná         |          |
| D        | Tolga Günes        | Croatia Berlino |          |
| D        | Jens Reckmann      | Dinamo Dresda   |          |
| C        | Dirk Rehbein       | TeBe Berlino    |          |
| A        | Norman Struck      | Union Berlino   |          |
| P        | Nico Thomaschewski | Union Berlino   |          |

| Cessioni | Cessioni        | Cessioni                   | Cessioni |
| R.       | Nome            | a                          | Modalità |
| -------- | --------------- | -------------------------- | -------- |
| C        | Heiko Brestrich | Lokomotive Lipsia          |          |
| C        | Ayhan Gezen     | Rot-Weiß Erfurt            |          |
| A        | Bernd Jopek     | VfB Einheit zu Pankow 1893 |          |
| C        | Davor Krznaric  | Babelsberg                 |          |
| A        | Timo Lesch      | Magdeburgo                 |          |
| A        | Sven Ohly       | Babelsberg                 |          |

### Sessione invernale
| Acquisti | Acquisti        | Acquisti    | Acquisti |
| R.       | Nome            | da          | Modalità |
| -------- | --------------- | ----------- | -------- |
| C        | Atanas Georgiev | Lok Stendal |          |

| Cessioni | Cessioni | Cessioni | Cessioni |
| R.       | Nome     | a        | Modalità |
| -------- | -------- | -------- | -------- |

## Risultati

### Regionalliga nordest

#### Girone di andata
| Arbitro: | Koop |

|            |           |              |
| Mašlej 39’ | Marcatori | 22’ Riediger |

| Arbitro: | Fleske |

|                                                                   |           |             |
| Gatti 35’ Rehbein 37’ Riediger 56’ Marić 60’ Lenz 84’ Jarling 88’ | Marcatori | 63’ Popović |

| Arbitro: | Bley |

|            |           |  |
| Koslov 42’ | Marcatori |  |

| Arbitro: | Wehnert |

|                                          |           |           |
| Riediger 41’, 50’ Boer 68’ Schmeißer 89’ | Marcatori | 37’ Kadow |

| Halle 28 agosto 1999, ore 14:00 CEST 5ª giornata | VfL Halle 1896 | 0 – 0 referto | BFC Dynamo | HWG-Stadion am Zoo (1 815 spett.)\| Arbitro: \| Kokel \| |
| Arbitro:                                         | Kokel          |               |            |                                                          |

| Arbitro: | Heynemann |

|          |           |  |
| Boer 88’ | Marcatori |  |

| Arbitro: | Robel |

|                          |           |          |
| Bergner 17’ Stanchev 36’ | Marcatori | 86’ Boer |

| Arbitro: | Cyrklaff |

|           |           |  |
| Marić 19’ | Marcatori |  |

| Arbitro: | Kruse |

|                                                         |           |                                      |
| Berg 15’ Georgiev 33’, 84’ Wiedemann 43’ Zimmermann 46’ | Marcatori | 14’ Reckmann 16’ Struck 49’ Riediger |

| Arbitro: | Weber |

|  |           |             |
|  | Marcatori | 66’ Kirsten |

| Arbitro: | Melms |

|            |           |          |
| Treitl 31’ | Marcatori | 9’ Günes |

| Arbitro: | Sather |

|  |           |                                           |
|  | Marcatori | 22’ Andonov 50’ (rig.) Zechner 90’ Koilov |

| Arbitro: | Reck |

|            |           |  |
| Malesa 29’ | Marcatori |  |

| Arbitro: | Schößling |

|           |           |                          |
| Günes 76’ | Marcatori | 44’, 66’ Lau 90’ Küntzel |

| Arbitro: | Cyrklaff |

|                        |           |            |
| Ratke 45’ Marcetic 56’ | Marcatori | 71’ Koslov |

| Arbitro: | Häcker |

|                              |           |  |
| Lazic 41’, 75’ Brestrich 45’ | Marcatori |  |

| Arbitro: | Blumenstein |

|          |           |                         |
| Lenz 74’ | Marcatori | 22’ Cornelius 88’ Aksoy |

#### Girone di ritorno
| Arbitro: | Ranft |

|  |           |                          |
|  | Marcatori | 55’ Ivanović 70’ Ofodile |

| Arbitro: | Scheibel |

|           |           |                |
| Thaly 35’ | Marcatori | 19’ Predojević |

| Arbitro: | Wehnert |

|            |           |                           |
| Koslov 60’ | Marcatori | 14’ Hebestreit 77’ Cramer |

| Arbitro: | Dittrich |

|                                 |           |                  |
| Kretschmer 35’, 51’ (rig.), 68’ | Marcatori | 9’ (rig.) Koslov |

| Arbitro: | Fleske |

|                     |           |  |
| Salomo 17’ Boer 60’ | Marcatori |  |

| Arbitro: | Reck |

|           |           |            |
| Hanke 28’ | Marcatori | 37’ Koslov |

| Berlino 18 marzo 2000, ore 14:00 CET 24ª giornata | BFC Dynamo | 0 – 0 referto | Sachsen Lipsia | Friedrich-Ludwig-Jahn-Sportpark (1 050 spett.)\| Arbitro: \| Scheibel \| |
| Arbitro:                                          | Scheibel   |               |                |                                                                          |

| Arbitro: | Weber |

|                        |           |           |
| Hölzel 37’ Miftari 82’ | Marcatori | 68’ Gatti |

| Arbitro: | Jauch |

|  |           |                                       |
|  | Marcatori | 15’ Ceesay 70’ Bellomo 80’ Zarczynski |

| Arbitro: | Voigt |

|            |           |  |
| Pagels 15’ | Marcatori |  |

| Arbitro: | Cyrklaff |

|  |           |                      |
|  | Marcatori | 31’ Treitl 80’ Mason |

| Arbitro: | Robel |

|                       |           |             |
| Zöphel 28’ Härtel 88’ | Marcatori | 31’ Petzold |

| Arbitro: | Kokel |

|                                     |           |  |
| Kallnik 50’ Georgiev 55’ Koslov 64’ | Marcatori |  |

| Arbitro: | Melms |

|  |           |                    |
|  | Marcatori | 7’ Lenz 39’ Koslov |

| Berlino 10 maggio 2000, ore 18:00 CEST 32ª giornata | BFC Dynamo | 0 – 0 referto | Dresdner SC | Friedrich-Ludwig-Jahn-Sportpark (392 spett.)\| Arbitro: \| Pleßke \| |
| Arbitro:                                            | Pleßke     |               |             |                                                                      |

| Arbitro: | Kruse |

|                 |           |                             |
| Koslov 45’, 75’ | Marcatori | 5’ Dürr 13’ Kurth 51’ Kunze |

| Arbitro: | Sax |

|                                                                      |           |                              |
| Jaekel 29’, 44’, 70’ Pantios 33’, 90’ Momirovski 59’ Lenz 61’ (aut.) | Marcatori | 7’, 66’ Salomo 14’ Schmeißer |

### Coppa di Germania
| Arbitro: | Kemmling |

|  |           |                  |
|  | Marcatori | 21’, 79’ Meißner |

## Statistiche

### Statistiche di squadra
| Competizione         | Punti | In casa | In casa | In casa | In casa | In casa | In casa | In trasferta | In trasferta | In trasferta | In trasferta | In trasferta | In trasferta | Totale | Totale | Totale | Totale | Totale | Totale | DR  |
| Competizione         | Punti | G       | V       | N       | P       | Gf      | Gs      | G            | V            | N            | P            | Gf           | Gs           | G      | V      | N      | P      | Gf     | Gs     | DR  |
| -------------------- | ----- | ------- | ------- | ------- | ------- | ------- | ------- | ------------ | ------------ | ------------ | ------------ | ------------ | ------------ | ------ | ------ | ------ | ------ | ------ | ------ | --- |
| Regionalliga nordest | 28    | 17      | 6       | 2       | 9       | 22      | 23      | 17           | 1            | 5            | 11           | 17           | 33           | 34     | 7      | 7      | 20     | 39     | 56     | -17 |
| Coppa di Germania    | -     | 1       | 0       | 0       | 1       | 0       | 2       | 0            | 0            | 0            | 0            | 0            | 0            | 1      | 0      | 0      | 1      | 0      | 2      | -2  |
| Totale               | 28    | 18      | 6       | 2       | 10      | 22      | 25      | 17           | 1            | 5            | 11           | 17           | 33           | 35     | 7      | 7      | 21     | 39     | 58     | -19 |

### Andamento in campionato
| Giornata  | 1 | 2 | 3 | 4 | 5 | 6 | 7 | 8 | 9 | 10 | 11 | 12 | 13 | 14 | 15 | 16 | 17 | 18 | 19 | 20 | 21 | 22 | 23 | 24 | 25 | 26 | 27 | 28 | 29 | 30 | 31 | 32 | 33 | 34 |
| --------- | - | - | - | - | - | - | - | - | - | -- | -- | -- | -- | -- | -- | -- | -- | -- | -- | -- | -- | -- | -- | -- | -- | -- | -- | -- | -- | -- | -- | -- | -- | -- |
| Luogo     | T | C | T | C | T | C | T | C | T | C  | T  | C  | T  | C  | T  | T  | C  | C  | T  | C  | T  | C  | T  | C  | T  | C  | T  | C  | T  | C  | T  | C  | C  | T  |
| Risultato | N | V | P | V | N | V | P | V | P | P  | N  | P  | P  | P  | P  | P  | P  | P  | N  | P  | P  | V  | N  | N  | P  | P  | P  | P  | P  | V  | V  | N  | P  | P  |
| Posizione | 7 | 3 | 7 | 4 | 4 | 3 | 4 | 2 | 4 | 7  | 9  | 10 | 12 | 12 | 14 | 16 | 17 | 17 | 16 | 16 | 17 | 17 | 16 | 17 | 17 | 17 | 17 | 17 | 17 | 17 | 17 | 17 | 17 | 17 |

Legenda:

Luogo: C = Casa; T = Trasferta. Risultato: V = Vittoria; N = Pareggio; P = Sconfitta.

### Statistiche dei giocatori
| Giocatore        | Regionalliga | Regionalliga | Regionalliga | Regionalliga | Coppa di Germania | Coppa di Germania | Coppa di Germania | Coppa di Germania | Totale   | Totale | Totale      | Totale     |
| Giocatore        | Presenze     | Reti         | Ammonizioni  | Espulsioni   | Presenze          | Reti              | Ammonizioni       | Espulsioni        | Presenze | Reti   | Ammonizioni | Espulsioni |
| ---------------- | ------------ | ------------ | ------------ | ------------ | ----------------- | ----------------- | ----------------- | ----------------- | -------- | ------ | ----------- | ---------- |
| D. Bartel        | 2            | 0            | 0            | 0            | 0                 | 0                 | 0                 | 0                 | 2        | 0      | 0           | 0          |
| P. Biro          | 12           | 0            | 1            | 0            | 0                 | 0                 | 0                 | 0                 | 12       | 0      | 1           | 0          |
| T. Boer          | 30           | 4            | 3            | 0            | 0                 | 0                 | 0                 | 0                 | 30       | 4      | 3           | 0          |
| H. Brestrich     | 11           | 0            | 2            | 0            | 1                 | 0                 | 0                 | 0                 | 12       | 0      | 2           | 0          |
| T. Dahlke        | 0            | 0            | 0            | 0            | 0                 | 0                 | 0                 | 0                 | 0        | 0      | 0           | 0          |
| M. Duhan         | 7            | 0            | 1            | 0            | 0                 | 0                 | 0                 | 0                 | 7        | 0      | 1           | 0          |
| M. Gatti         | 33           | 2            | 9            | 0            | 1                 | 0                 | 0                 | 0                 | 34       | 2      | 9           | 0          |
| A. Georgiev      | 13           | 1            | 1            | 0            | 0                 | 0                 | 0                 | 0                 | 13       | 1      | 1           | 0          |
| T. Günes         | 22           | 2            | 2            | 0            | 0                 | 0                 | 0                 | 0                 | 22       | 2      | 2           | 0          |
| F. Jarling       | 21           | 1            | 4            | 0            | 1                 | 0                 | 0                 | 0                 | 22       | 1      | 4           | 0          |
| D. Jonelat       | 0            | 0            | 0            | 0            | 0                 | 0                 | 0                 | 0                 | 0        | 0      | 0           | 0          |
| M. Kallnik       | 28           | 1            | 5            | 0            | 1                 | 0                 | 0                 | 0                 | 29       | 1      | 5           | 0          |
| D. Koslov        | 20           | 8            | 2            | 0            | 0                 | 0                 | 0                 | 0                 | 20       | 8      | 2           | 0          |
| J. Lenz          | 34           | 3            | 7            | 1            | 1                 | 0                 | 0                 | 0                 | 35       | 3      | 7           | 1          |
| L. Leps          | 3            | 0            | 1            | 0            | 0                 | 0                 | 0                 | 0                 | 3        | 0      | 1           | 0          |
| M. Maek          | 21           | 0            | 6            | 0            | 1                 | 0                 | 0                 | 0                 | 22       | 0      | 6           | 0          |
| R. Majchrzak     | 7            | 0            | 2            | 0            | 1                 | 0                 | 0                 | 0                 | 8        | 0      | 2           | 0          |
| L. Marić         | 19           | 2            | 6            | 0            | 0                 | 0                 | 0                 | 0                 | 19       | 2      | 6           | 0          |
| M. Oette         | 1            | 0            | 0            | 0            | 0                 | 0                 | 0                 | 0                 | 1        | 0      | 0           | 0          |
| T. Petzold       | 22           | 1            | 2            | 0            | 1                 | 0                 | 0                 | 0                 | 23       | 1      | 2           | 0          |
| M. Predojević    | 4            | 1            | 0            | 0            | 0                 | 0                 | 0                 | 0                 | 4        | 1      | 0           | 0          |
| J. Reckmann      | 16           | 1            | 3            | 1            | 1                 | 0                 | 0                 | 0                 | 17       | 1      | 3           | 1          |
| D. Rehbein       | 12           | 1            | 3            | 0            | 1                 | 0                 | 0                 | 0                 | 13       | 1      | 3           | 0          |
| M. Riediger      | 28           | 5            | 2            | 0            | 1                 | 0                 | 0                 | 0                 | 29       | 5      | 2           | 0          |
| M. Salomo        | 18           | 3            | 5            | 0            | 1                 | 0                 | 0                 | 0                 | 19       | 3      | 5           | 0          |
| A. Schmeißer     | 19           | 2            | 1            | 0            | 0                 | 0                 | 0                 | 0                 | 19       | 2      | 1           | 0          |
| K. Schmidt       | 3            | 0            | 0            | 0            | 0                 | 0                 | 0                 | 0                 | 3        | 0      | 0           | 0          |
| M. Seruga        | 2            | 0            | 0            | 0            | 0                 | 0                 | 0                 | 0                 | 2        | 0      | 0           | 0          |
| N. Struck        | 22           | 1            | 2            | 0            | 1                 | 0                 | 0                 | 0                 | 23       | 1      | 2           | 0          |
| N. Thomaschewski | 31           | 0            | 2            | 0            | 1                 | 0                 | 0                 | 0                 | 32       | 0      | 2           | 0          |
| P. Wanski        | 10           | 0            | 1            | 0            | 0                 | 0                 | 0                 | 0                 | 10       | 0      | 1           | 0          |
| M. Wolchow       | 1            | 0            | 0            | 0            | 0                 | 0                 | 0                 | 0                 | 1        | 0      | 0           | 0          |